# Crochte
Crochte település Franciaországban, Nord megyében. Lakosainak száma 658 fő (2022. január 1.). Crochte Steene, Socx, Zegerscappel, Bissezeele, Esquelbecq és Pitgam községekkel határos.

## Népesség
A település népességének változása:
| Lakosok száma | 686  | 672  | 690  | 667  | 665  | 665  | 665  | 656  | 658  |
|               | 2013 | 2015 | 2016 | 2017 | 2018 | 2019 | 2020 | 2021 | 2022 |